# Manuel Ferraz de Campos Sales

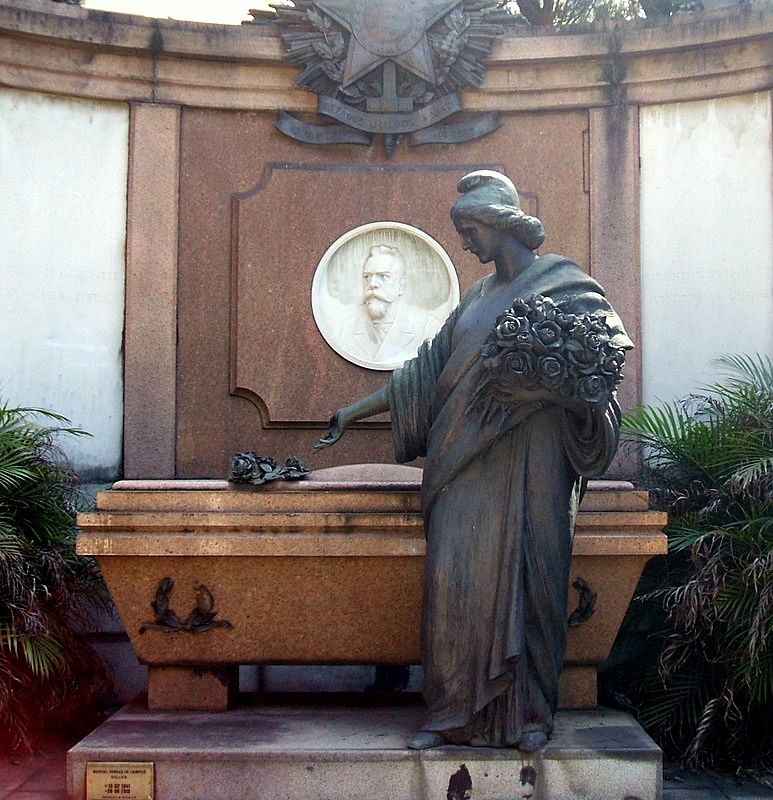
La tomba de Campos Sales en el Cementiri de Consolação, São Paulo.

Manuel Ferraz de Campos Sales (Campinas, 15 de febrer de 1841 — Santos, 28 de juny de 1913) va ser un advocat i polític brasiler, tercer president de l'Estat de São Paulo, de 1897 a 1898, president de la República entre 1898 i 1902.